# Васняково
Васняково — деревня в Кирилловском районе Вологодской области.
Входит в состав Ферапонтовского сельского поселения, с точки зрения административно-территориального деления — в Ферапонтовский сельсовет.
Расстояние по автодороге до районного центра Кириллова — 22 км, до центра муниципального образования Ферапонтово — 12 км. Ближайшие населённые пункты — Большое Закозье, Шлюз № 4, Красново, Лукинское-2, Татарово.
По переписи 2002 года население — 7 человек.